# Johannes Boese (Archäologe)
Johannes Erwin Theodor Boese (* 18. Juli 1939 in Berlin; † 26. Dezember 2012 ebenda) war ein deutscher Vorderasiatischer Archäologe.

## Leben und Werk
Johannes  Boese war der Sohn des Arztes Alfred Boese in Berlin und dessen Frau Christine Boese. Er wuchs in einer Familie mit fünf Kindern auf. Aus seiner ersten Ehe mit Ingrid Boese-Lagergren stammen zwei Töchter; aus seiner zweiten Ehe mit Friederike Bachmann eine Tochter und ein Sohn.
Boese studierte Klassische und Vorderasiatische Archäologie sowie Altorientalistik und Alte Geschichte an der Freien Universität Berlin. 1970 schloss er sein Studium mit der Promotion ab, Thema der Dissertation war Altmesopotamische Weihplatten. Eine sumerische Denkmalsgattung des 3. Jahrtausends v. Chr. Daran schlossen sich bis 1971 daselbst besoldete Lehraufträge an. 1971 wurde er Wissenschaftlicher Mitarbeiter am Institut für Vor- und Frühgeschichte und Vorderasiatische Archäologie der Universität des Saarlandes in Saarbrücken, 1973 Wissenschaftlicher Angestellter, 1975 Akademischer Rat und ab 1979 Akademischer Oberrat. Seit 1975 hatte er hier Lehraufträge im Fach Vorderasiatische Archäologie, danach auch für Sumerisch inne. Ab 1993 nahm Boese zudem Lehraufträge an der Universität Würzburg wahr. An der Ausstellung Frühe Phöniker im Libanon zum 20-jährigen Jubiläum der deutschen Ausgrabungen in Tell Kāmid el-Lōz, Libanon, war Boese ebenso beteiligt, wie auch am Katalog zur Ausstellung.
Boese nahm an verschiedenen Grabungen in Deutschland, der Türkei (Ilıca, 1964), dem Libanon (Tell Kāmid el-Lōz, 1970, 1972, 1973) und in Syrien (Tell Chuera, 1963, 1964; Mumbaqat, 1974, 1977; Shamseddin, 1975; Tawi, 1975) teil. Von 1984 bis 1997 leitete er die Ausgrabungen in Tell Sheikh Hassan, einer Siedlung am Ostufer des Euphrat am Rande des Assad-Stausees, die als einer der wichtigsten Referenzorte zur mittleren Urukzeit (3600–3300 v. Chr.) gilt.

## Publikationen (Auswahl)
- Altmesopotamische Weihplatten. Eine sumerische Denkmalsgattung des 3. Jahrtausends v. Chr. (= Untersuchungen zur Assyriologie und vorderasiatischen Archäologie. Band 6). De Gruyter, Berlin 1971, ISBN 3-11-002484-5.
  - Reprint 2011, ISBN 978-3-11-081831-4.
- mit Rolf Hachmann (Hrsg.): 20 Jahre deutsche Ausgrabungen in Kāmid el-Lōz. Verlag Philipp von Zabern, Mainz 1983, ISBN 3-8053-0771-3.
- Ausgrabungen in Tell Sheikh Hassan I. Vorläufige Berichte über die Grabungskampagnen 1984–1990 und 1992–1994 (= Schriften zur Vorderasiatischen Archäologie. Band 5). Saarbrücken 1995.
- mit Friederike Bachmann: Šaiḫ Hasan, Tall. In: Reallexikon der Assyriologieund Vorderasiatischen Archäologie Band 11, Berlin / New York 2008, Sp. 551‒555.